# 빌리 크루덥
빌리 크루덥(Billy Crudup, 1968년 7월 8일 ~ )은 미국의 배우이다.

## 출연 작품
- 미션임파서블 3
- 빅 피쉬 - 윌 블룸 역
- 퍼블릭 에너미
- 러덜리스 - 샘 역
- 더 롱기스트 위크 - 딜런 역
- 스포트라이트 - 에릭 맥클래쉬 역
- 더 스탠포드 프리즌 엑스페리먼트
- 재키 - 기자 역
- 우리의 20세기 - 윌리엄 역
- 유스 인 오리건
- 에이리언: 커버넌트 - 크리스토퍼 오람 역
- 저스티스 리그 - 헨리 앨런 역
- 1 마일 투 유 - 코치 K 역
- 어디갔어, 버나뎃 - 엘지 역
- 플래시 포인트 - 헨리 앨런 역
- 애프터 웨딩 인 뉴욕 - 오스카 칼슨 역
- 딜 체인져
- 더 플래시 - 헨리 앨런 역